# 新潟県道234号桐沢麓五日町停車場線
新潟県道234号桐沢麓五日町停車場線（にいがたけんどう234ごう きりさわふもといつかまちていしゃじょうせん）は、新潟県南魚沼市内を通る一般県道である。

## 概要

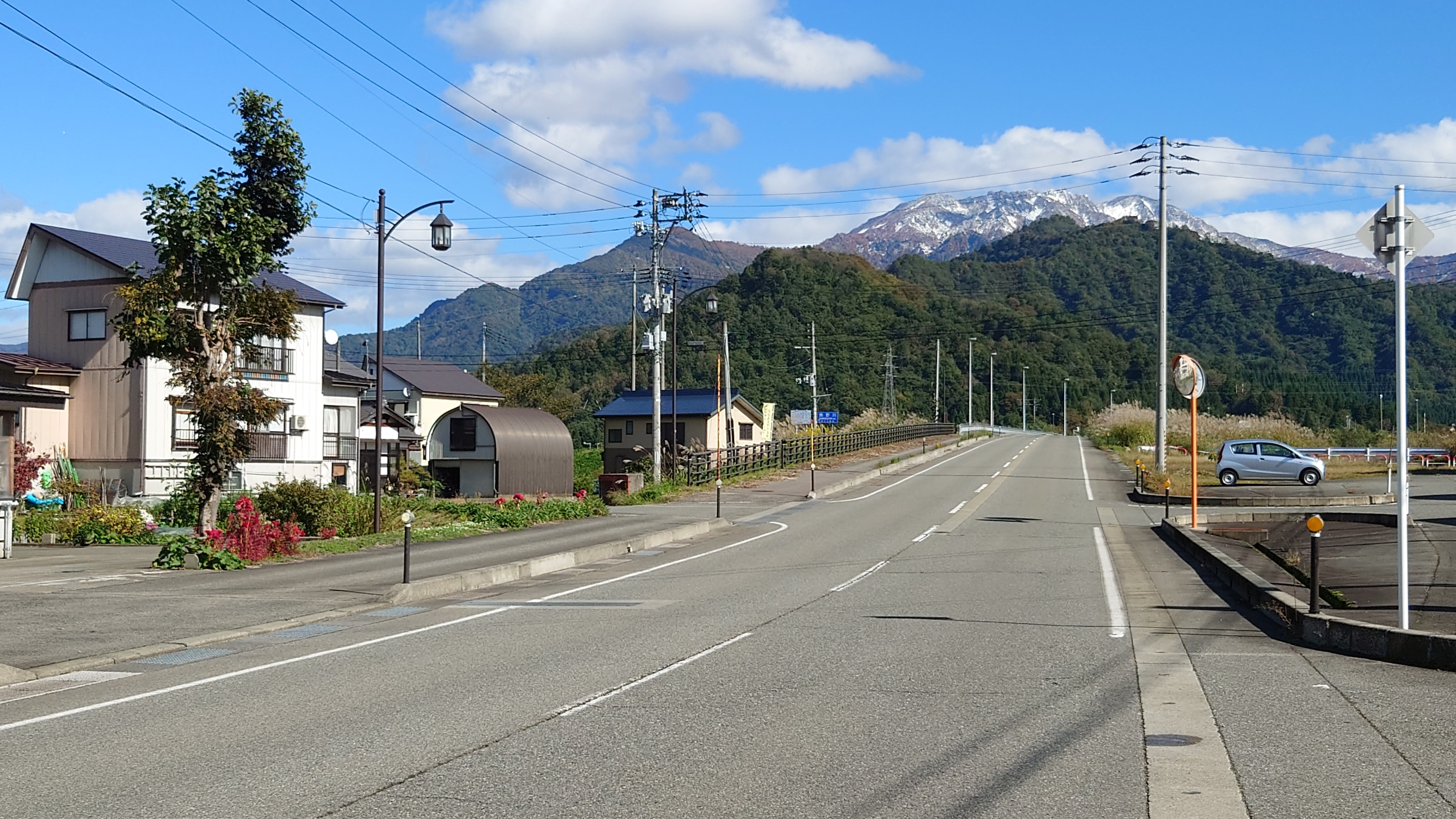
新潟県道234号

ゼンリンデータコム提供の電子地図では、当県道の一部（麓交差点～終点）が「県道224号」として誤って記載されている（2011年（平成23年）11月28日現在）。

### 路線データ
- 起点：新潟県南魚沼市桐沢字幅下（新潟県道265号下折立浦佐停車場線交点）
- 終点：五日町停車場（新潟県南魚沼市五日町字大田）

## 地理

### 通過する自治体
- 新潟県
南魚沼市

### 交差する道路
- 新潟県道265号下折立浦佐停車場線（起点：南魚沼市桐沢字幅下）
- 国道291号（南魚沼市穴地 - 麓交差点で重複）
- 新潟県道28号塩沢大和線（南魚沼市大崎 - 麓交差点で重複）（「国道291号」との重複区間内）
- 新潟県道364号一村尾六日町線（南魚沼市五日町地内（「五日町駐在所」前 - 「五日町駅」西方）で重複）
- 新潟県道130号中条五日町停車場線（南魚沼市五日町地内（「五日町駅」西方 - 終点）で重複）
- 南魚沼市道（終点：南魚沼市五日町字大田、「五日町駅」前）

### 沿線
- JR上越線 五日町駅
- 医療法人越南会 五日町病院 - ウェイバックマシン（2005年3月17日アーカイブ分）
- 国際大学
- 南魚沼市立赤石小学校
- 南魚沼市立大崎小学校
- 南魚沼市立五日町小学校
- ゆきぐに信用組合 五日町支店
- JAみなみ魚沼 大巻支店
- 大崎郵便局
- 五日町郵便局
- 水尾簡易郵便局
- 雪国まいたけ 第1バイオセンター
- Aコープ 大巻店
- 八海山麓自然体験樂校
- 八海山麓スキー場
- 五日町スキー場
- 魚野川